# Elżbieta Bondar-Nowakowska
Elżbieta Bondar-Nowakowska – polska inżynier, dr hab. nauk rolniczych, profesor nadzwyczajny Instytutu Kształtowania i Ochrony Środowiska i prodziekan Wydziału Inżynierii Kształtowania Środowiska i Geodezji Uniwersytetu Przyrodniczego we Wrocławiu.

## Życiorys
3 czerwca 1986 obroniła pracę doktorską Wpływ położenia placów składowych rurek drenarskich na transportochłonność na budowach melioracyjnych, 10 kwietnia 2001 habilitowała się na podstawie pracy zatytułowanej Oddziaływanie robót konserwacyjnych na florę i faunę koryt wybranych cieków nizinnych. Piastuje stanowisko profesora nadzwyczajnego w Instytucie Kształtowania i Ochrony Środowiska, oraz prodziekana na Wydziale Inżynierii Kształtowania Środowiska i Geodezji Uniwersytetu Przyrodniczego we Wrocławiu i członka Komitetu Nauk Agronomicznych na II Wydziale Nauk Biologicznych i Rolniczych Polskiej Akademii Nauk.
Była członkiem prezydium Komitetu Melioracji i Inżynierii Środowiska Rolniczego na II Wydziale Nauk Biologicznych i Rolniczych Polskiej Akademii Nauk.